# Idiocera alexanderiana
Idiocera alexanderiana là một loài ruồi trong họ Limoniidae. Chúng phân bố ở miền Cổ bắc.